# Regions biogeogràfiques de la Unió Europea
Les Regions biogeogràfiques de la Unió Europea és el conjunt de regions biogeogràfiques en les quals està dividit el territori de la Unió Europea: la macaronèsica, la mediterrània, l'atlàntica, l'alpina, la continental, la boreal, la panònica, la del Mar Negre i l'estèpica. L'objectiu de garantir el manteniment (o el restabliment) de l'estat de conservació favorable dels hàbitats i les espècies en la seva àrea de distribució natural dins el territori de la UE s'ha d'aplicar per a cada regió biogeogràfica i, dins de cada una d'aquestes, per als hàbitats i les espècies que hi són presents de forma significativa i no marginal, dins del context de la Xarxa Natura 2000.